# Pécsely
Pécsely község Veszprém vármegyében, a Balatonfüredi járásban. A település eredetileg Szent István magyar király korától az 1945-ös megyerendezésig Zala vármegyéhez tartozott.

## Fekvése
A Balaton északi partján haladó 71-es főútról Aszófőtől érhető el a község a 7307-es úton, de letérhetünk Pécsely felé Balatonudvarinál és Balatonakalinál a 7338-as útra is. A falu a Balatontól 5 kilométerre fekszik, Veszprémtől és Balatonfüredtól sem messze, a dombokkal övezett Pécselyi-medencében.

## Története
A református templom fölötti, nyugati falurészben a 16-17. században kizárólag a nemesi rendhez tartozók laktak, községük Felsőpécsely, amely Nemespécsely néven ismert. A templomtól keletre fekvő Nagypécselyen jobbágyok laktak.
Pécsely falu 1942-ben alakult két település: Nagypécsely és Nemespécsely egyesítésével. A faluközpont a két korábbi falu közötti kis térségen épült ki.

## Közélete

### Polgármesterei
- 1990–1994: Sebők Lajos (független)[3]
- 1994–1998: Sebők Lajos (független)[4]
- 1998–2002: Id. Sebők Lajos (független)[5]
- 2002–2006: Ifj. Sebők Lajos (független)[6]
- 2006–2010: Ifj. Sebők Lajos (független)[7]
- 2010–2014: Ifj. Sebők Lajos (független)[8]
- 2014–2019: Burgyánné Czibik Éva (független)[9]
- 2019–2024: Burgyánné Czibik Éva (független)[10]
- 2024– : Burgyánné Czibik Éva (független)[1]

## Népesség
A település népességének változása:
| Lakosok száma | 526  | 546  | 538  | 546  | 567  | 568  | 557  |
|               | 2013 | 2014 | 2015 | 2021 | 2022 | 2023 | 2024 |

A 2011-es népszámlálás során a lakosok 95,5%-a magyarnak, 2% németnek, 0,6% románnak, 0,2% cigánynak, 0,2% bolgárnak, 0,2% szlováknak, 0,2% örménynek mondta magát (4,1% nem nyilatkozott; a kettős identitások miatt a végösszeg nagyobb lehet 100%-nál). A vallási megoszlás a következő volt: római katolikus 42,8%, református 21,4%, evangélikus 5,5%, görögkatolikus 0,2%, felekezeten kívüli 6,1% (23,4% nem nyilatkozott).
2022-ben a lakosság 89,6%-a vallotta magát magyarnak, 2,6% németnek, 0,4% románnak, 0,2% horvátnak, 0,9% egyéb, nem hazai nemzetiségűnek (9,9% nem nyilatkozott; a kettős identitások miatt a végösszeg nagyobb lehet 100%-nál). Vallásuk szerint 32,1% volt római katolikus, 15% református, 3,4% evangélikus, 0,2% ortodox, 0,2% egyéb keresztény, 0,2% egyéb katolikus, 8,3% felekezeten kívüli (40,7% nem válaszolt).

## Nevezetességei

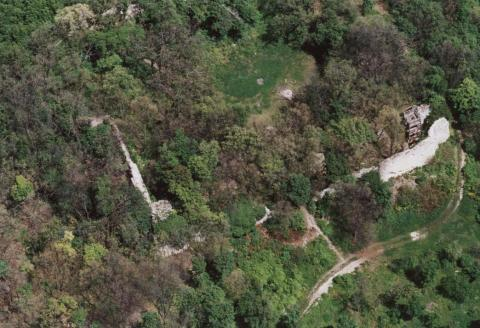
A vár légifotója

Pécsely környékének egyik legfontosabb nevezetessége a Zádor-vár vagy Himfy-vár. A vár a Zádor-hegynek is nevezett Derék-hegyre épült, a XIV. század végén, gótikus stílusban. Több legendaszerű történet is született róla, de a valóságban jelentős történelmi szerepe nem volt. A Derek-hegy 363 méter magas meredek kúpján mára már csak néhány falszakasz maradt fent. Az itt létesült kilátótoronyból szép kilátás nyílik a Pécselyi-medencére és Tihany irányába. A várhegy alatt fakad a kiváló vízminőségű Zádor-forrás.
A község központjában álló református templomot egy, a XII. századból való kis templom helyén építették klasszicista stílusban.
Ezen a vidéken van a Balaton-felvidék talán legszebb medencéje, dús növényzettel, bővizű patakkal. Nem véletlen, hogy szívesen jönnek ide a kirándulók, túrázók. Érdemes megtekinteni a faluközpont kopjafáit, és a Hosszú utca szép népi épületeit is.

## Ismert személyek, akik a településhez köthetők
- Itt született 1877-ben Sörös Béla református püspök.
- Itt született Bohuniczky Szefi (Nagypécsely, 1894. március 19. – Budapest, 1969. február 28.) kétszeres Baumgarten-díjas (1938, 1942) írónő.
- Itt élt és alkotott Józsa Tivadar (Bodosi György) (1925–2022) belgyógyász szakorvos, költő, író, szociográfus, műgyűjtő.

## Képgaléria

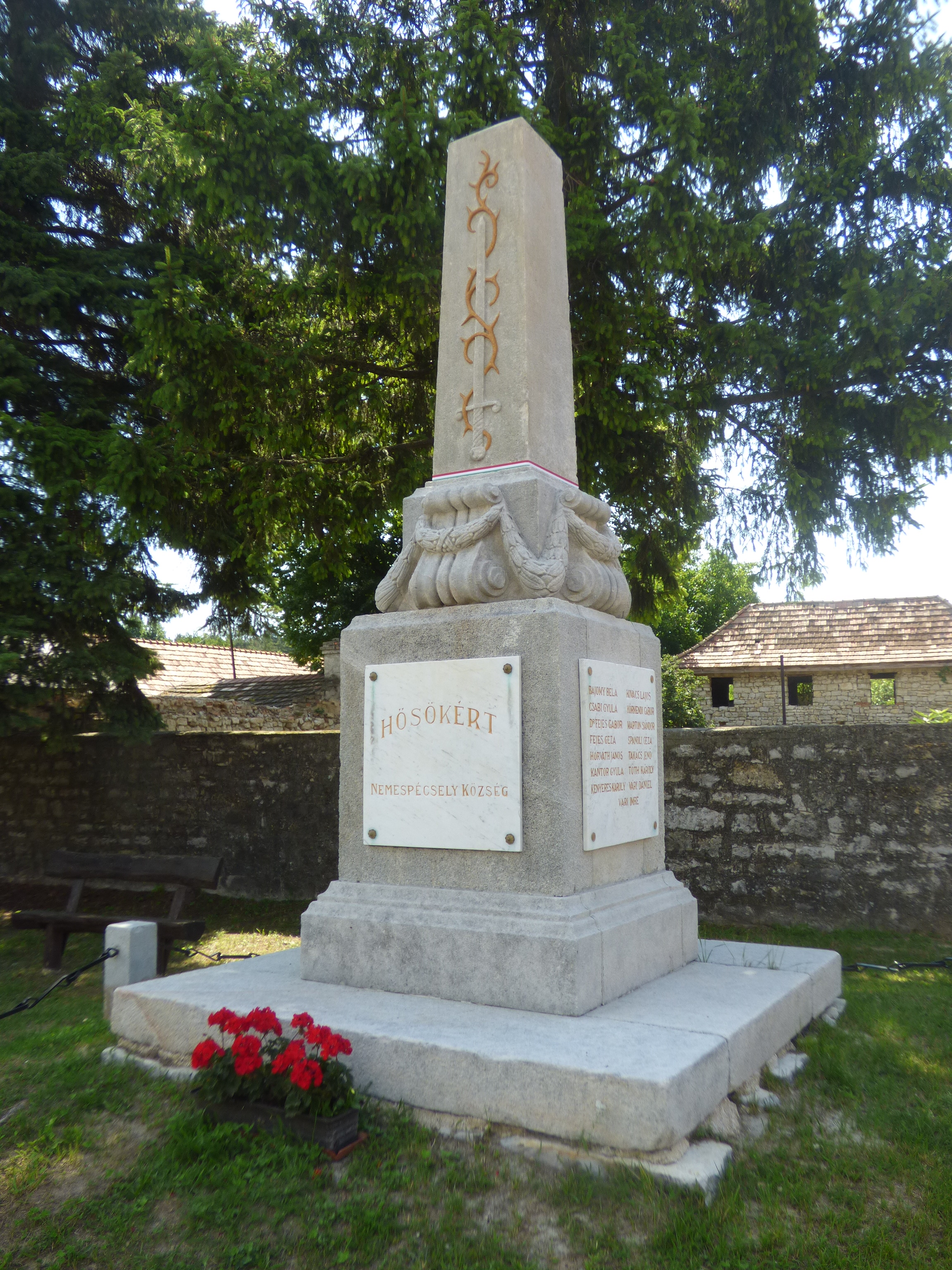
Nemespécsely, hősi emlékmű
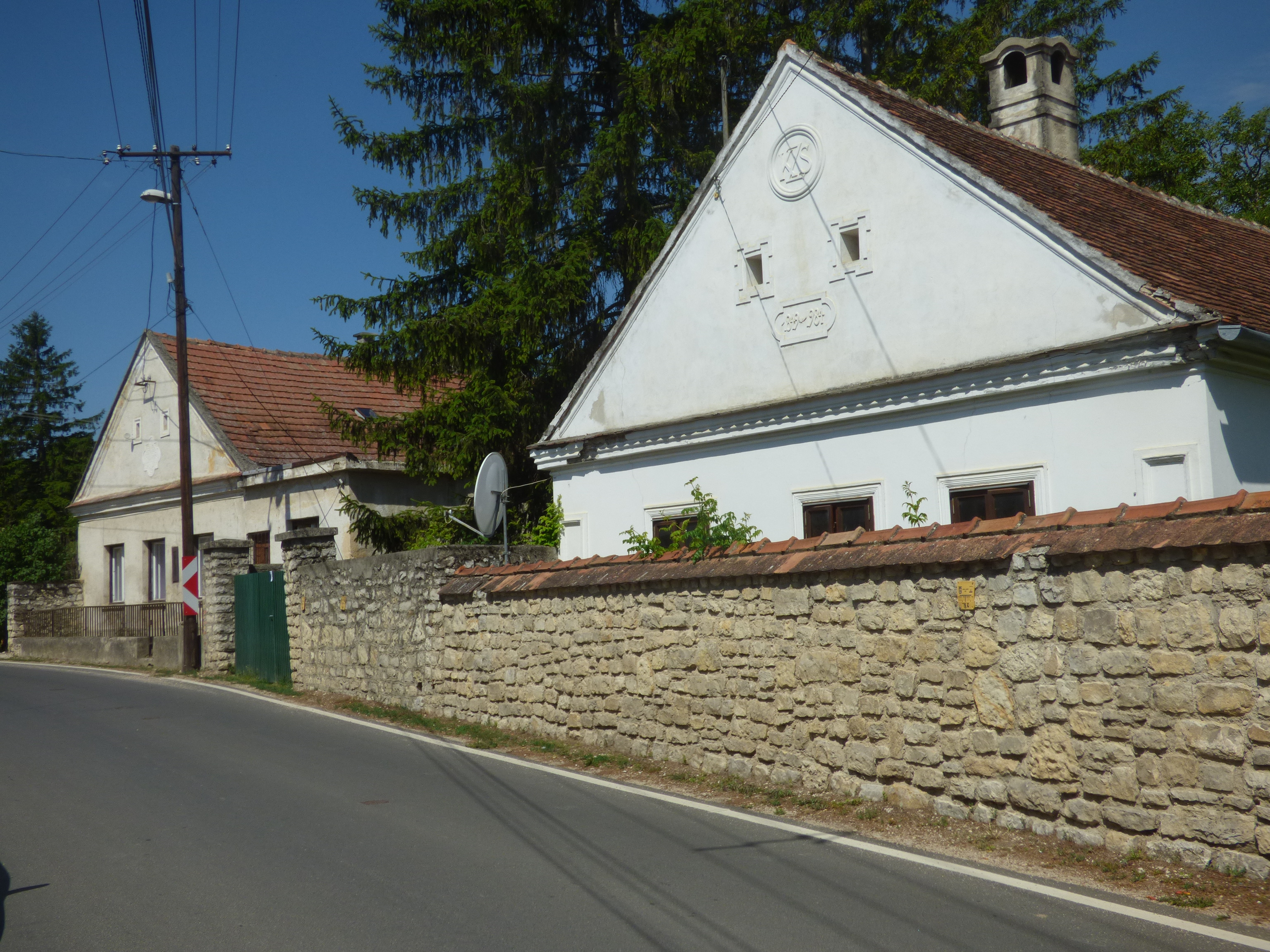
Nemespécsely, népi lakóházak
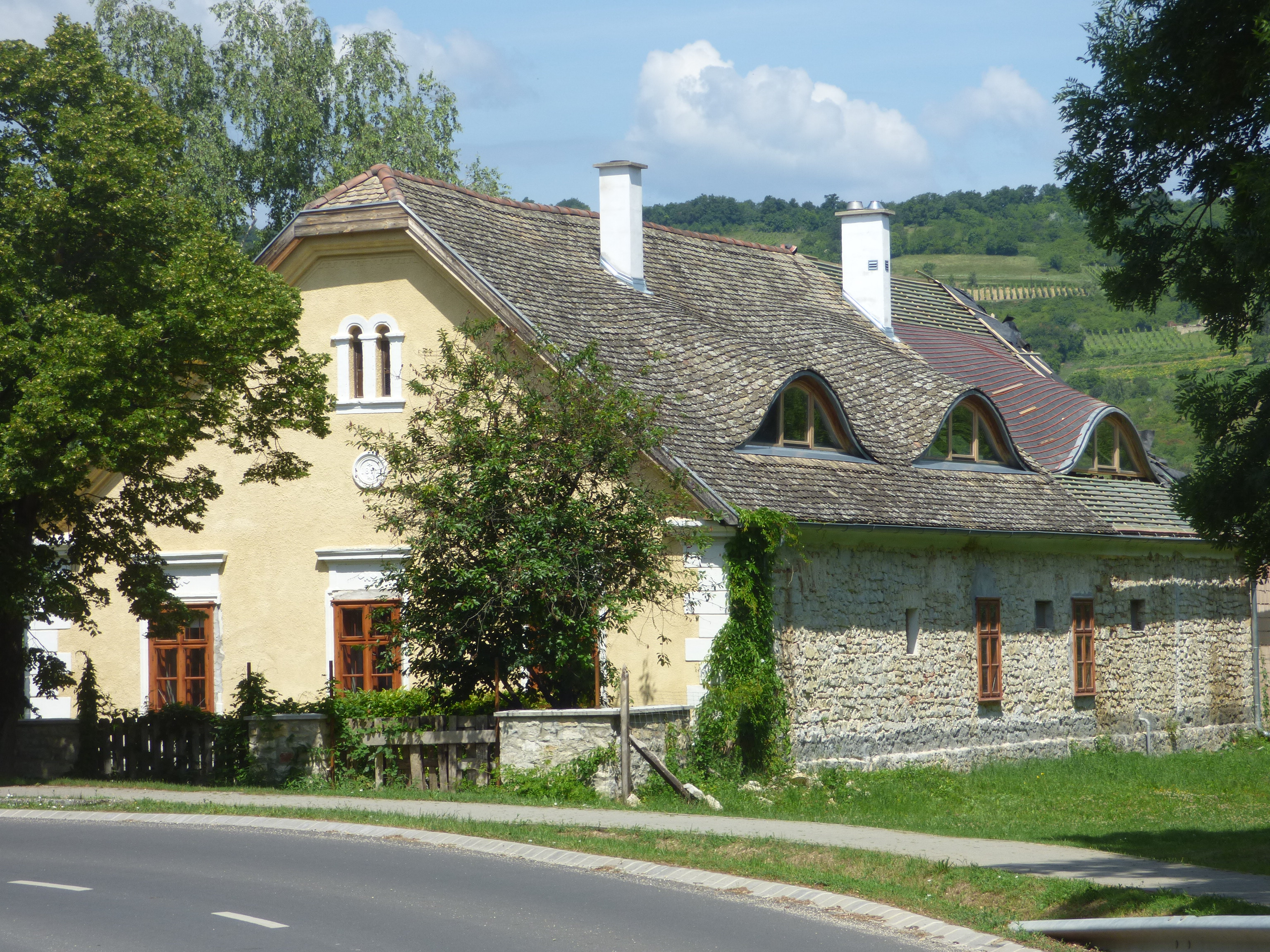
Nemespécsely, népi műemlék lakóház
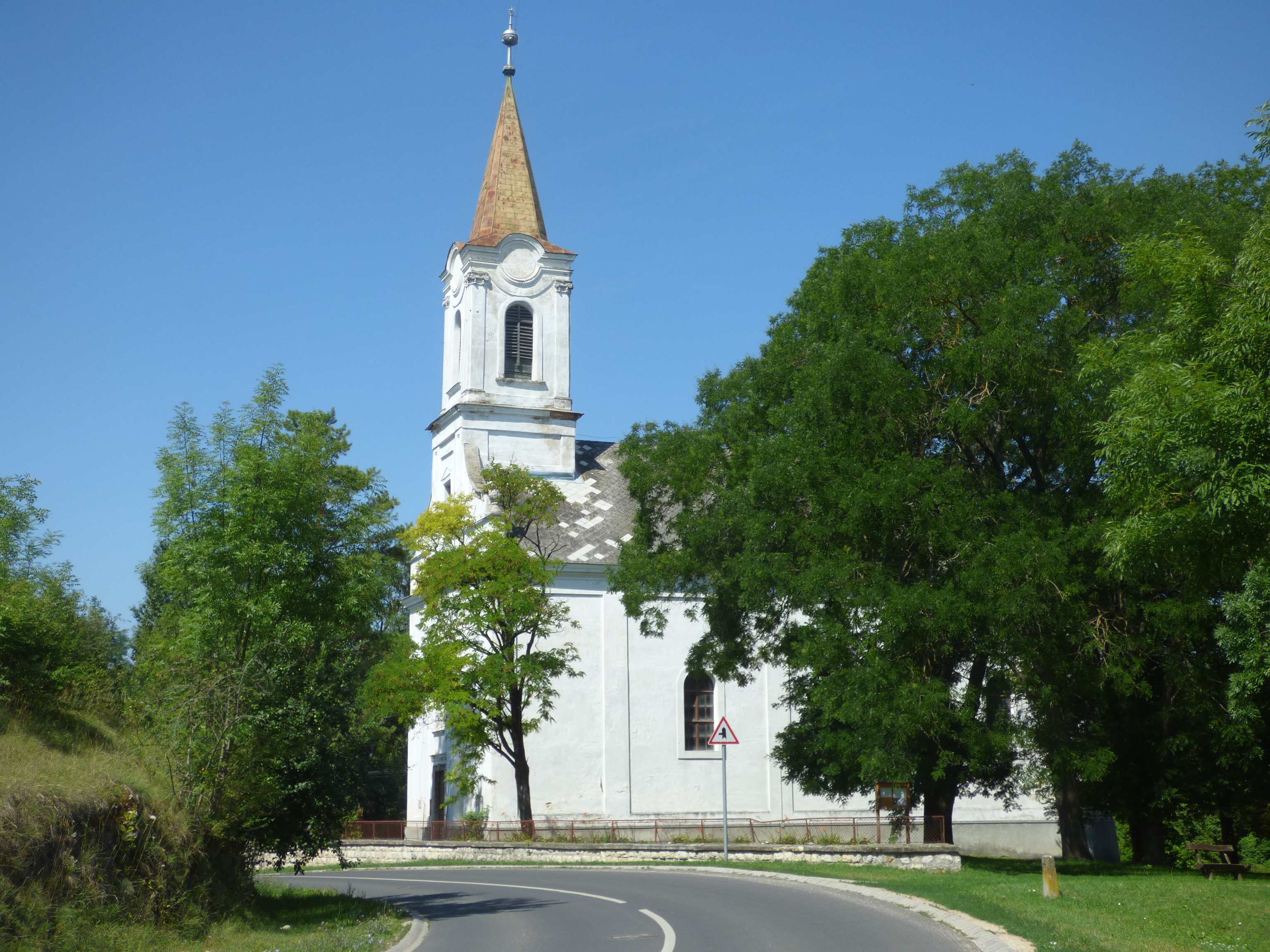
Református templom
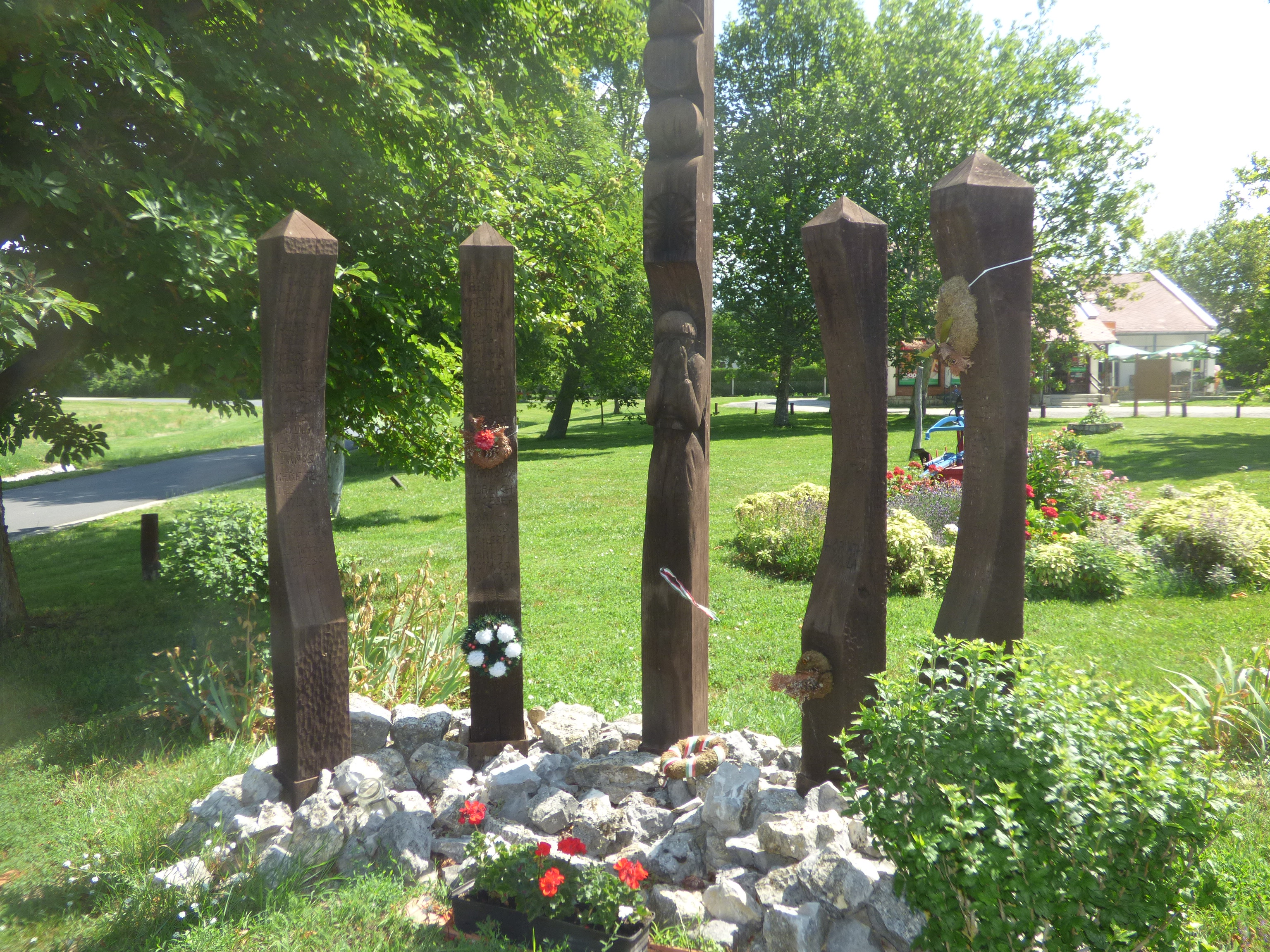
Emlékmű Pécsely központjában
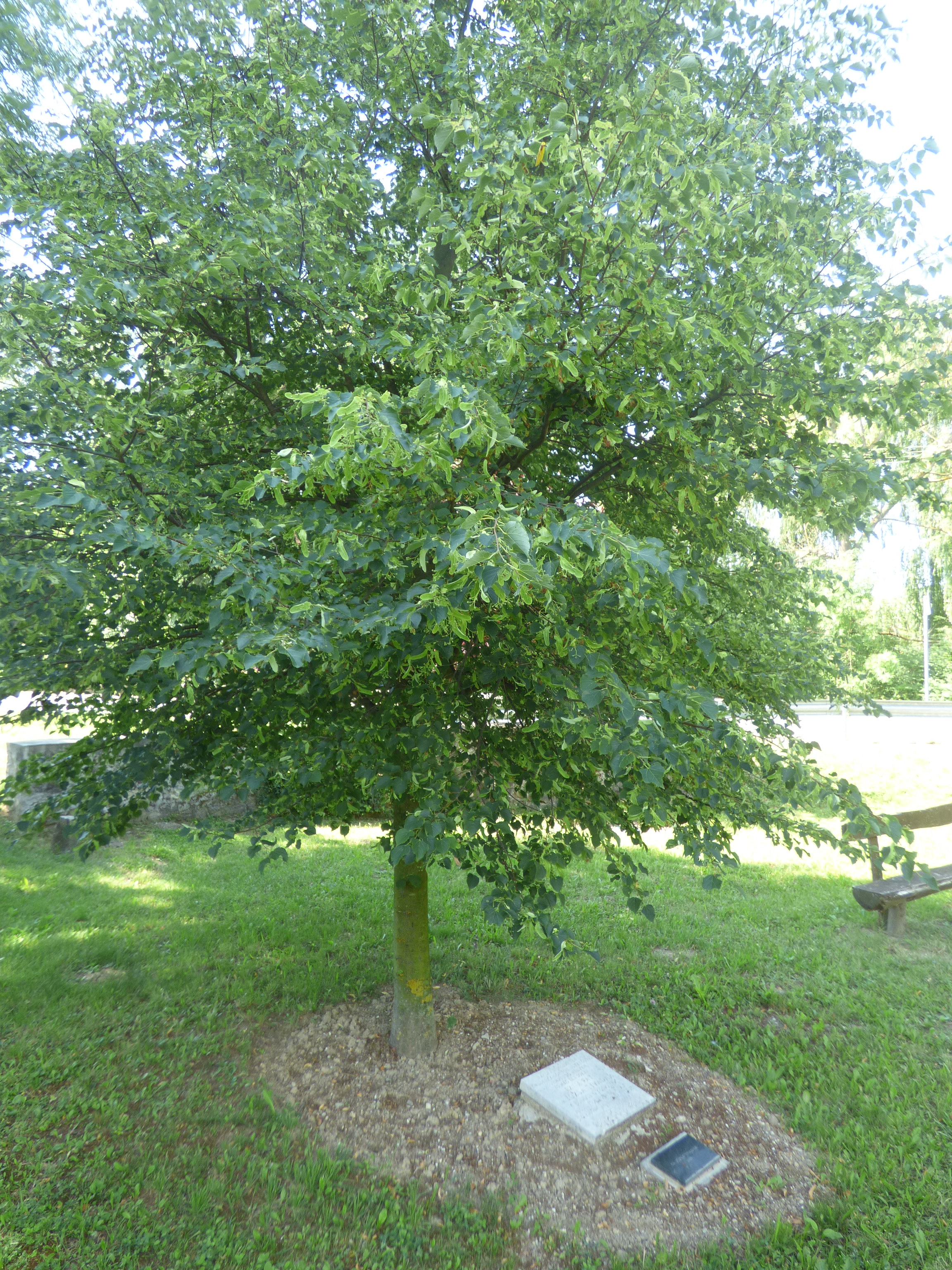
Dr. Józsa Tivadar emlékfája
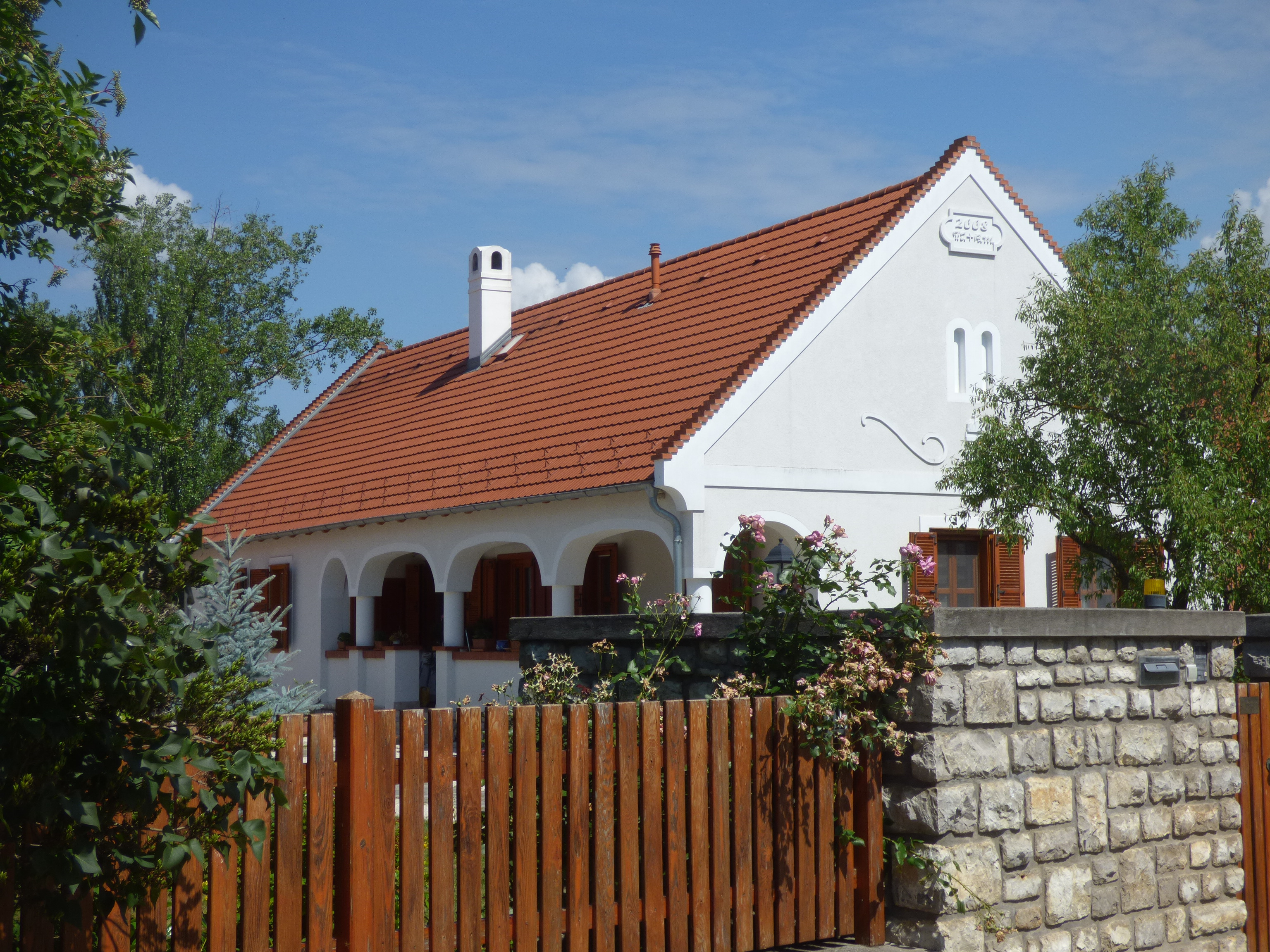
Nagypécsely, népi műemlék lakóház
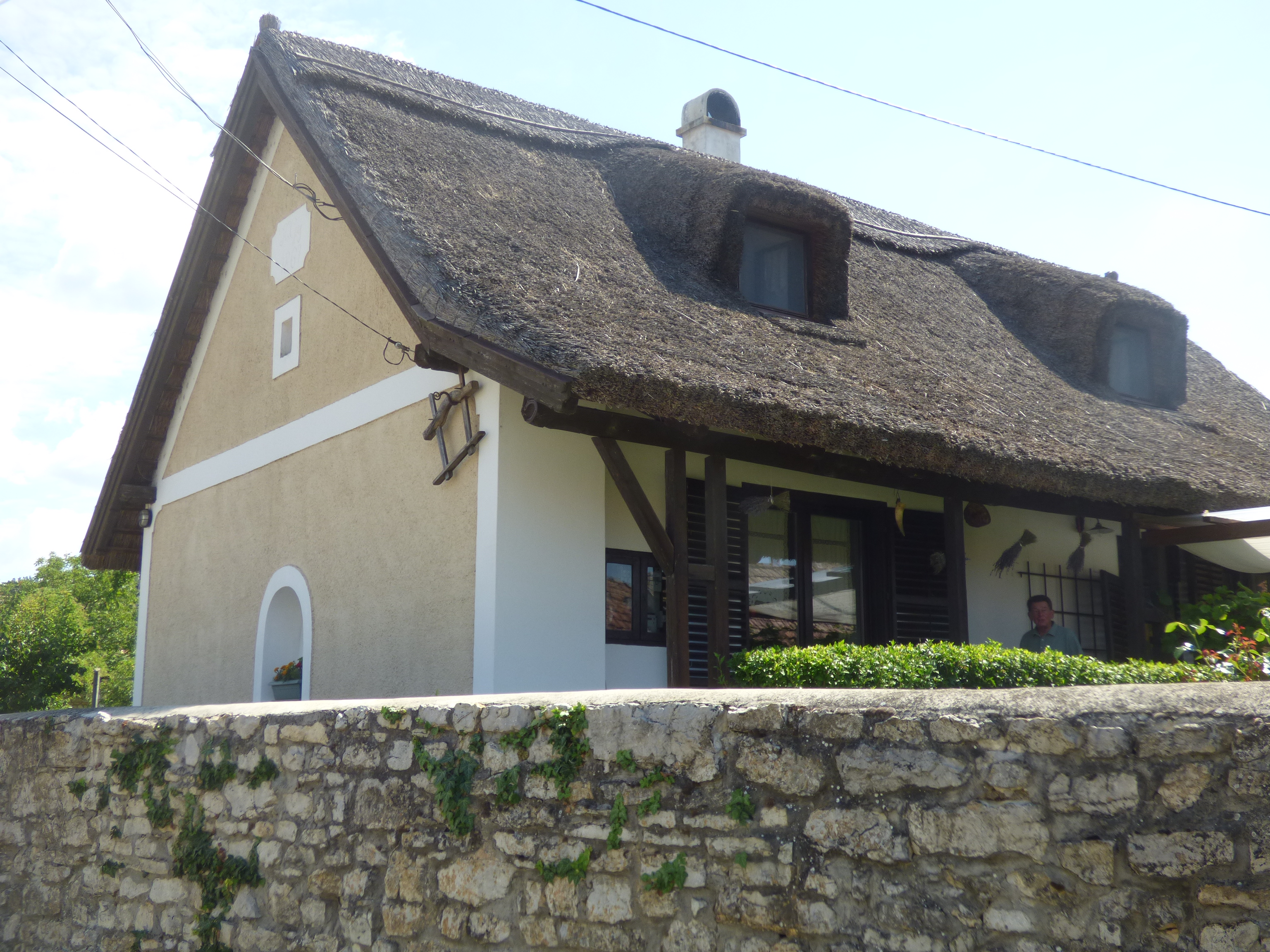
Nagypécsely, népi műemlék lakóház
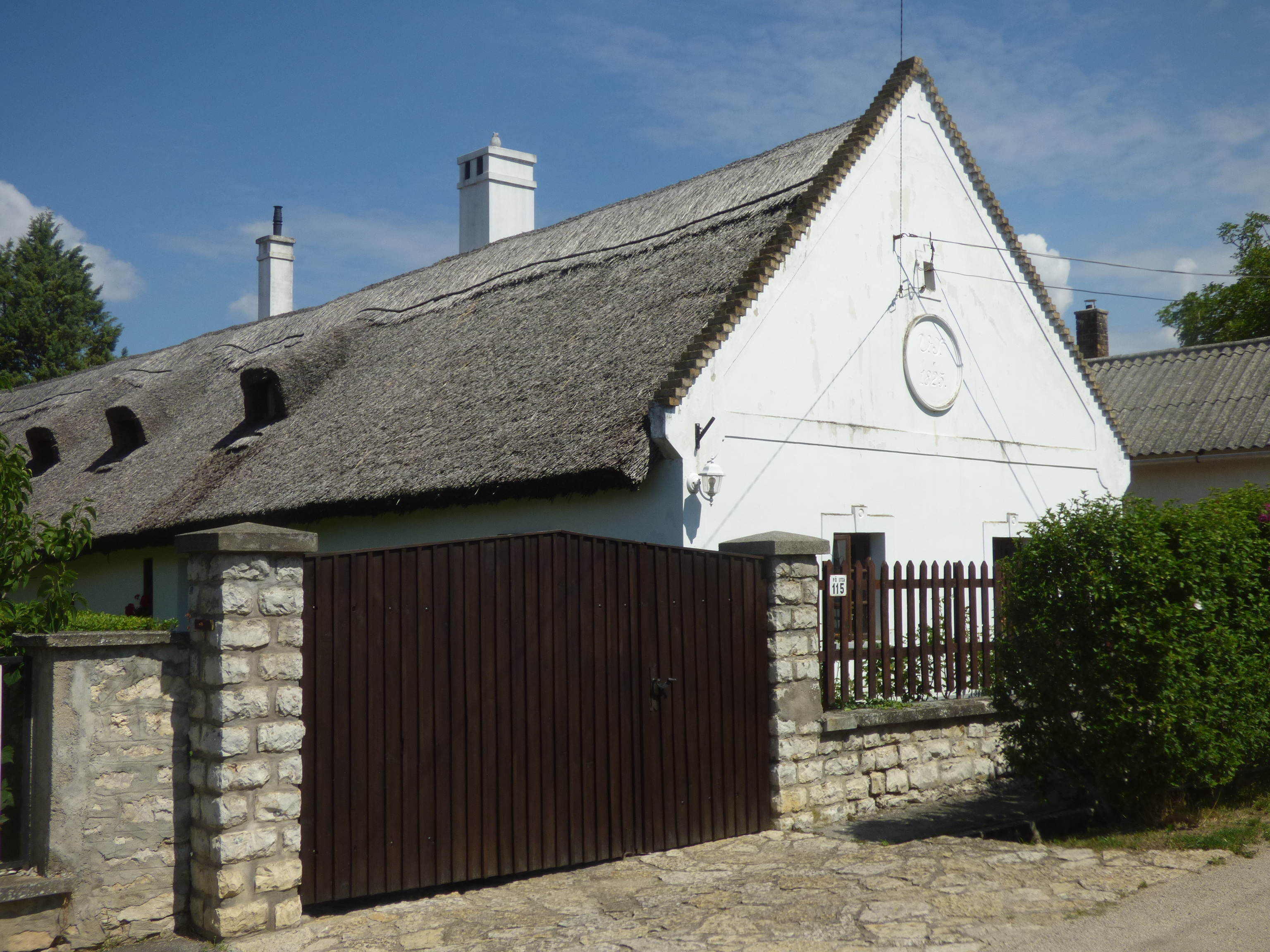
Nagypécsely, népi műemlék lakóház
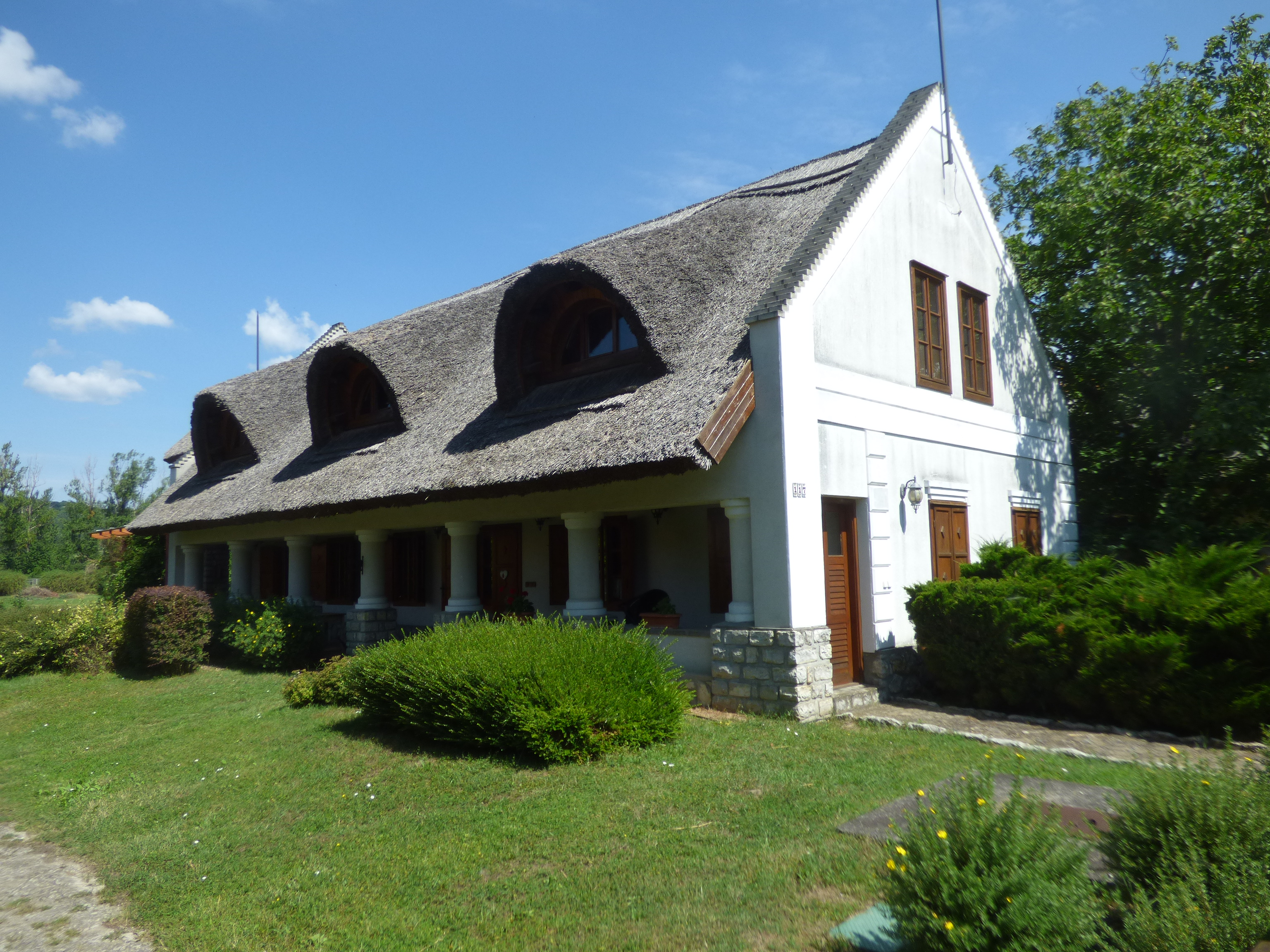
Nagypécsely, népi műemlék lakóház
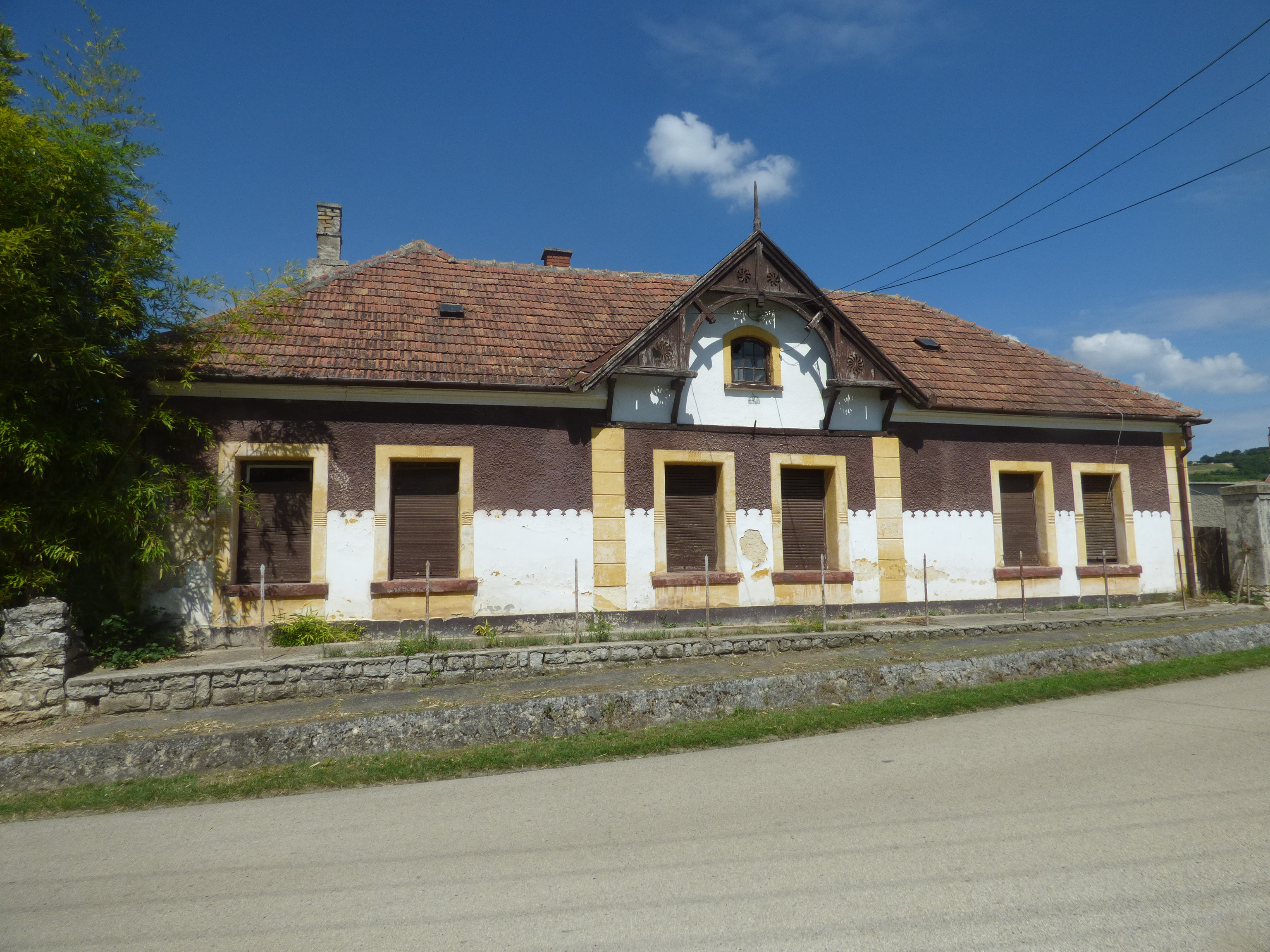
Nagypécsely, népi műemlék lakóház
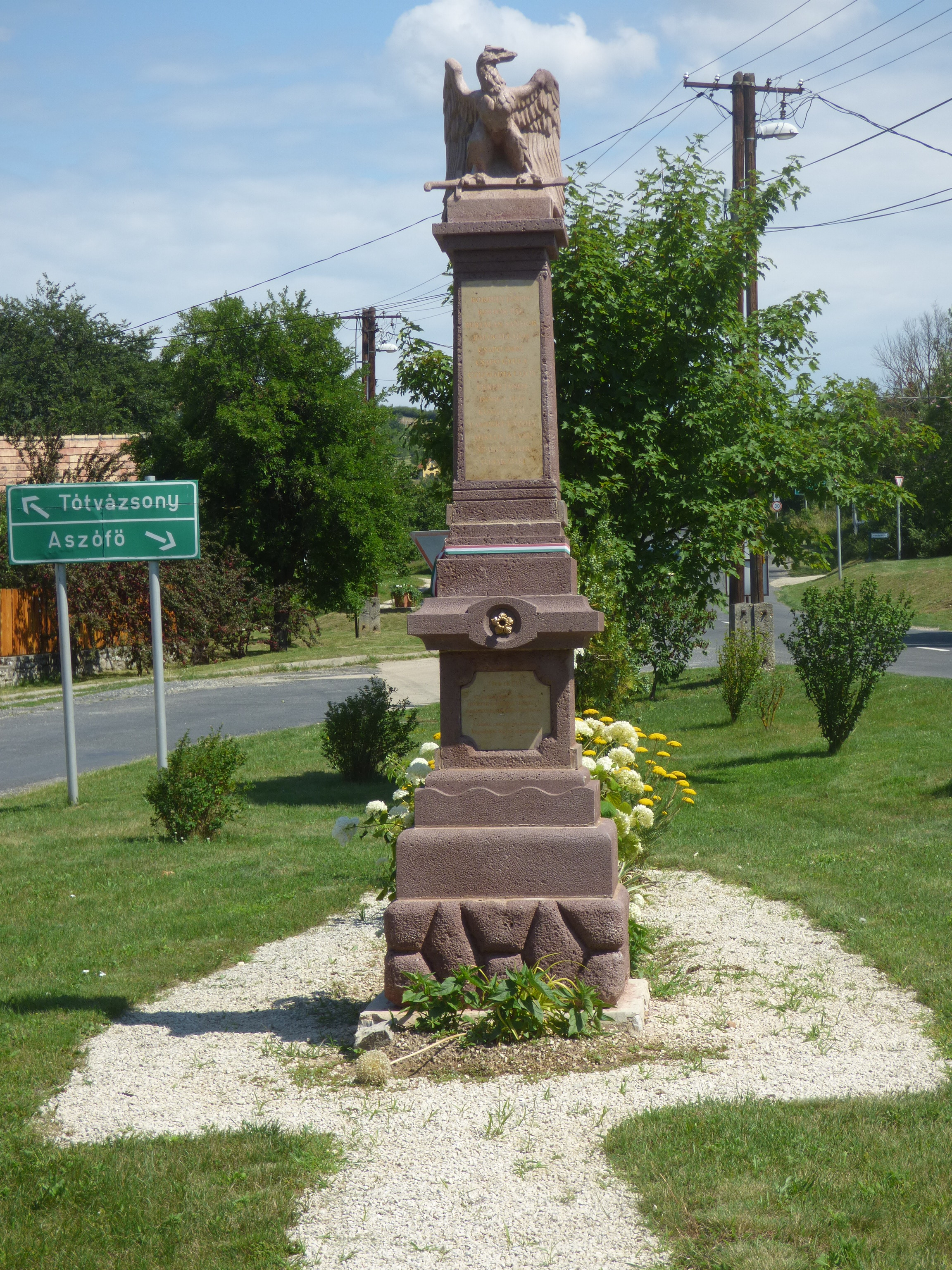
Nagypécsely hősi emlékműve
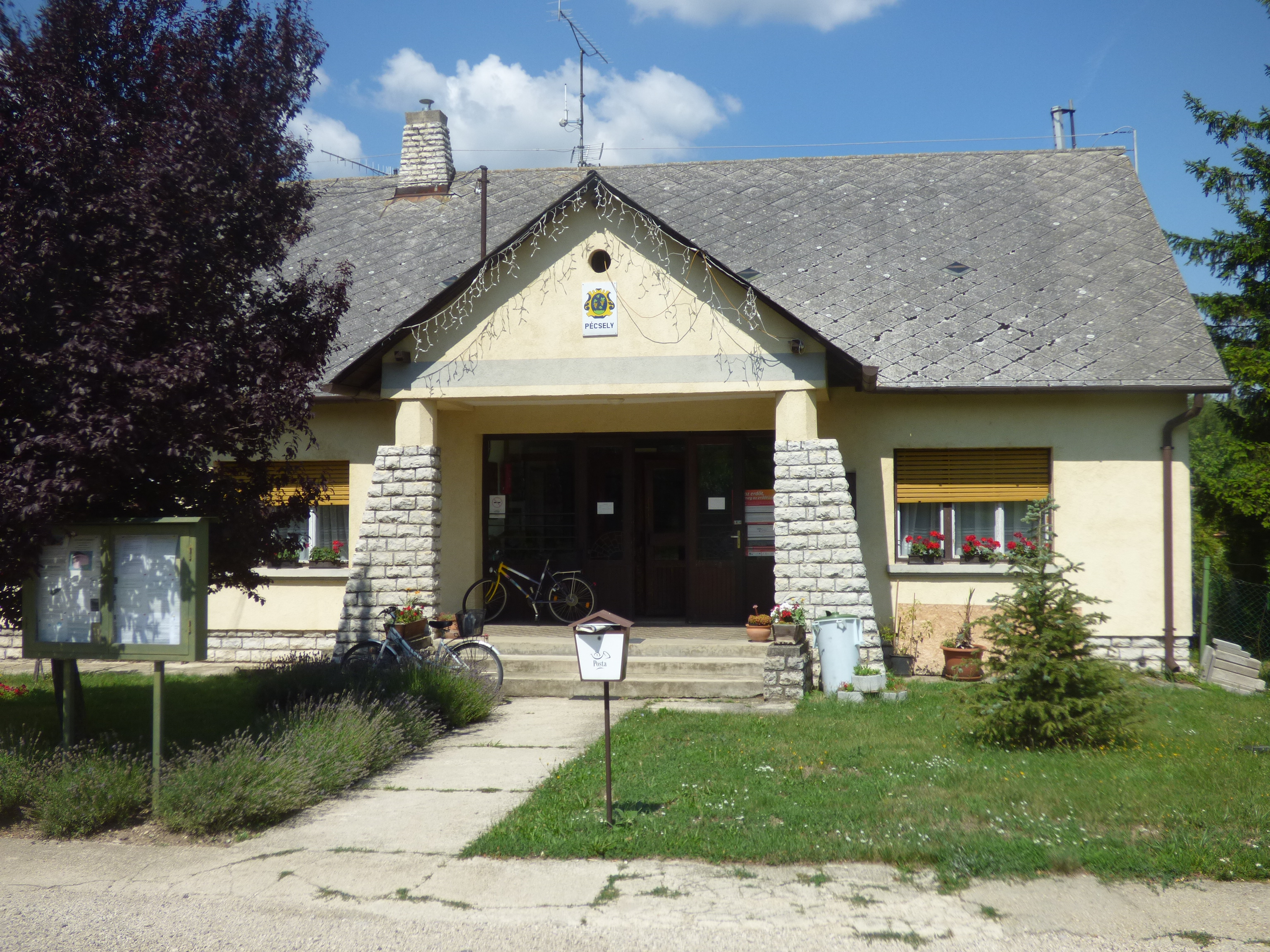
Községháza